# Hipermercados Kero
Hipermercados Kero é uma empresa angolana que abriu o seu primeiro espaço comercial em Dezembro de 2010. Tem como Director-Geral o gestor Rui Gonçalves. Constituída unicamente por capitais angolanos, está inserida no mercado de Angola como uma empresa de Distribuição Moderna, dedicada à comercialização e distribuição de produtos Alimentares e Não Alimentares.

## A Marca Kero
O Kero é a maior cadeia de hipermercados de Angola, com dez espaços comerciais dentro e fora da província de Luanda, e com um relevante plano de expansão no mercado angolano. Neste sentido, em Setembro de 2014 a marca Kero inaugurou a sua décima loja, no Empreendimento Comandante Gika (em Alvalade, no centro de Luanda). Com uma áre de vendas de 10.000 m2 e mais de 40.000 referências de produtos, o Kero Gika é o maior hipermercado do país.
A inauguração do Kero Gika foi um marco na história da marca, e contou com a presença do ministro da economia angolano, Abraão Gourgel. Como maior hipermercado de Angola, esta nova loja foi a maior aposta do Kero até à data, com um investimento na ordem dos 5.000.000.000 de kwanzas (50 milhões de dólares). Segundo o Diretor-Geral, João Santos, o novo hipermercado vai criar 950 postos de trabalho directos e mais 300 indirectos.
A cadeia de hipermercados Kero conta com cerca de 100 parceiros portugueses. João Santos considera que "o mercado português é claramente importante" para a cadeia retalhista angolana, e por isso afirma que cada vez mais o grupo continuará a investir em produtos portugueses. Os produtos portugueses repesentam entre os 20 e os 25% do volume total de facturação do grupo Kero, e a empresa emprega uma percentagem relevante de  colaboradores estrangeiros, que vêm nomeadamente da área do retalho alimentar em Portugal e outros países, recrutados para trazer know-how. A maioria dos colaboradores que não são angolanos são portugueses.
Com esta abertura a cadeia de hipermercados angolana atingiu os 5.000 trabalhadores, distribuídos por dez grandes superfícies comerciais nas províncias de Luanda e de Benguela, e prevê a abertura de mais duas unidades em 2014.

## Distinções
Em 2011 os Hipermercados Kero foram distinguidos com o prémio de "Empresa Revelação" da AEA - Associação dos Empreendedores de Angola, em parceria com a Revista do Empreendedor. Este prémio visa dinamizar o espírito empreendedor e premiar os Empreendedores e as empresas Inovadoras, em fase de criação ou expansão, bem como outros actores importantes na classe empreendedora nacional.
Em 2013 a marca Kero foi nomeada como "Marca de Excelência" em Angola pela Superbrands, entidade que todos os anos identifica as marcas angolanas que mais se destacaram a vários níveis no panorama empresarial do país.

## Cronologia de Abertura de Lojas
- 21 Dezembro 2010    -  Abertura do 1º Hipermercado – Nova Vida
- 6 Agosto 2011 -   Abertura do 1º Supermercado – Condominio Cajueiro – Talatona
- 10 Dezembro 2011 -  Abertura do 2º Hipermecado  – Cidade do Kilamba
- 22 Dezembro 2011 -   Abertura do 2ºSupermercado – Mártires do Kifangondo
- 28 Dezembro 2011 -   Abertura do 3º Supermercado – Av. Comandante Valódia
- 8 Dezembro 2012 - Abertura do 3º Hipermercado – Lobito
- 27 Abril 2013 - Abertura do 4º Hipermercado – Viana
- 16 Novembro 2013 -   Abertura do 5º Hipermercado  – Cacuaco
- 18 Dezembro 2013 -    Abertura do 6º Hipermercado  - Talatona
- 5 Setembro 2014 -  Abertura do 7º Hipermercado - Gika
- 27 Setembro 2014 -  Abertura do  8º Hipermercado - Benguela
- 25 Abril 2015 - Abertura do 9º Hipermercado - Morro Bento
- 16 Outubro 2015 - Reabertura do Hipermercado - Nova Vida
- 08 Abril 2016 - Abertura do 10º Hipermercado - Lubango
- 02 Novembro 2018 - Abertura do 11º Hipermercado - Huambo